# Elatostema erectum
Elatostema erectum är en nässelväxtart som beskrevs av H. Schröter. Elatostema erectum ingår i släktet Elatostema och familjen nässelväxter. Inga underarter finns listade i Catalogue of Life.